# Ohio Amateurkampioenschap
Het Ohio Amateurkampioenschap is een jaarlijks golftoernooi in de staat Ohio.
De eerste editie werd gespeeld in 1904. Alleen Robert Servis heeft het toernooi vijf keer gewonnen.
In 1953 en 1954 won Jack Nicklaus. Daarvoor had hij reeds vijf keer achter elkaar het Ohio State Junior gewonnen, bij de eerste overwinning was hij 12 jaar. Een jaar later had hij handicap +3.
Rob Lewis won het toernooi op zijn 24ste verjaardag in 1968. In 1971 werd hij professional maar in 1974 werd hij weer amateur. Als amateur won hij in 1978 het Ohio Open.
In 2010 werd het toernooi gewonnen door de 16-jarige Michael Bernard (oktober 1993) , de jongste winnaar ooit.

## Winnaars
| - 1904: T. Sterling Beckwith, Cleveland CC - 1905: Charles H. Stanley, Cincinnati GC - 1906: Robert H. Crowell, Inverness Club - 1907: Harold Weber, Youngstown CC - 1908: T. Sterling Beckwith, Canton Brookside GC - 1909: Joe K. Bole, Portage CC - 1910: Joe K. Bole, Euclid Club - 1911: Russell Jones, Cincinnati GD - 1912: Harold Weber, Inverness Club - 1913: Dewitt Balch, Cincinnati GC - 1914: Joe K. Bole, Mayfield CC - 1915: Holland Hubbard, Youngstown CC - 1916: Ira Holden, Cincinnati GC - 1917: Howard Hollinger, Cincinnati GC - 1918: Jack Munroe, Oakwood CC - 1919: Dewitt Balch, Scioto CC - 1920: Harold Weber, Dayton CC - 1921: Harold Weber, Losantiville CC - 1922: Joe Wells, Scioto CC - 1923: Jack Munroe, Inverness Club - 1924: Joe Wells, Scioto CC - 1925: Eddie Hasman, Portage CC - 1926: Parker Campbell, Westwood CC - 1927: H. Densmore Shute, Miami Valley GC - 1928: William Deuschle, Youngstown CC - 1929: John Florio, Canton Brookside GC - 1930: Glen Bishop, Inverness Club - 1931: Robert Kepler, Wyandot GC - 1932: John Florio, Portage CC - 1933: Robert Servis, Inverness Club - 1934: Neil Ransick, Kenwood CC - 1935: Maurice Mccarthy, Cleveland CC - 1936: Robert Servis, Inverness Club - 1937: Maurice Mccarthy, Canton Brookside GC - 1938: Maurice Mccarthy, Scioto CC - 1939: Robert Servis, Miami Valley GC - 1940: Robert Servis, Shaker Hts. CC - 1941: Frank Stranahan (18 jaar) op Inverness Club - 1942: Frank Stranahan, Cincinnati GC - 1943-1945: Geen toernooi - 1946: Ed Preisler, Shawnee CC - 1947: Robert Servis, Congress Lake GC - 1948: Harold Paddock Jr., Miami Valley GC - 1949: Richard Evans, Westbrook CC - 1950: Harold Paddock Jr., Clovernook CC - 1951: Tom Jones Jr, Tippecanoe CC - 1952: Francis Cardi, Columbus CC - 1953: Arnold Palmer, Pine Ridge CC - 1954: Arnold Palmer, Sylvania CC - 1955: Robert Rankin, Zanesville CC - 1956: Robert Mccall, Westbrook CC - 1957: Robert Ross, Springfield CC - 1958: Richard Schwartz, Tippecanoe CC - 1959: Tony Blom, Kenwood CC - 1960: Dan Carmichael, Zanesville CC | - 1961: Walter Stahl Jr., Inverness Club - 1962: Tony Blom, Dayton CC - 1963: Robert Bourne, Elyria CC - 1964: Carl Unis, Maketewah CC - 1965: Richard Flockenzier, Westbrook CC - 1966: Bobby Littler *, Toledo CC - 1967: Lalu Sabotin, Beechmont CC - 1968: Robert Lewis Jr., Columbus CC - 1969: Gary Artz, Sylvania CC - 1970: Mike Mccullough, Tippecanoe CC - 1971: Jack Hesler, Scioto CC - 1972: Ludwig Schenk, Belmont CC - 1973: Steve Groves, Findlay CC - 1974: Kim Heisler, Ncr CC - 1975: Rick Jones, Highland Meadows CC - 1976: Taylor Metcalfe, Springfield CC - 1977: Gary Trivisonno, Kings Island CC - 1978: John Cook, Columbus CC - 1979: John Cook, Moraine CC - 1980: Rocky Miller, Sharon GC - 1981: John Hamrick, Miami Valley GC - 1982: Brian Fogt, Inverness Club - 1983: Brian Mogg, Aurora CC - 1984: Jim Muething, Beckett Ridge CC - 1985: Karl Zoller, Elyria CC - 1986: Randy Reifers, Coldstream CC - 1987: Peter Hammar, Canton Brookside GC - 1988: Barry Fabyan, Shaker Run GC - 1989: Rob Moss, Moraine CC - 1990: Steve Anderson, Sharon GC - 1991: Jeff Junk, Inverness Club - 1992: Randy Reifers, Ncr CC - 1993: Robert Fairchild, Canterbury GC - 1994: Eric Frishette, Scioto CC - 1995: Alan Fadel, Coldstream CC - 1996: Robert Gerwin, Miami Valley GC - 1997: Andy Montooth, Elyria CC - 1998: Matt Ehlinger, Springfield CC - 1999: Ben Curtis, Moraine CC - 2000: Ben Curtis, Brookside Golf And CC - 2001: Robert Gerwin, The Heritage Club - 2002: Kevin Kornowa, Sylvania CC - 2003: Steve Paramore, Aurora G&CC - 2004: Kyle Reifers, Columbus CC - 2005: Chris Wilson, Zanesville CC - 2006: Jason Kokrak *, Canterbury GC - 2007: Jason Kokrak *, Springfield CC - 2008: Vaughn Snyder, Findlay CC - 2009: Alex Martin, Moraine Country Club - 2010: Michael Bernard , Kirtland GC - 2011: 11-15 juli |

Naam * is professional geworden.